# E. Mason Hopper

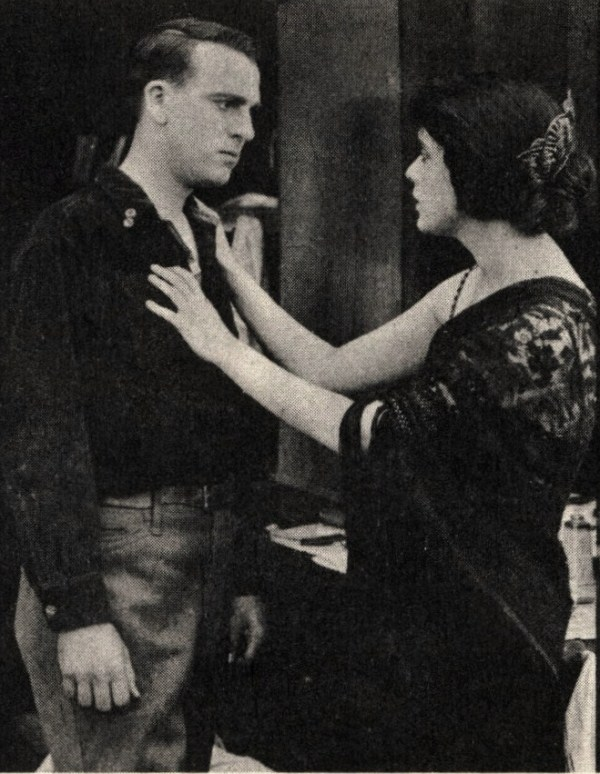
The Firefly of Tough Luck (1917) : Charles Gunn et Alma Rubens

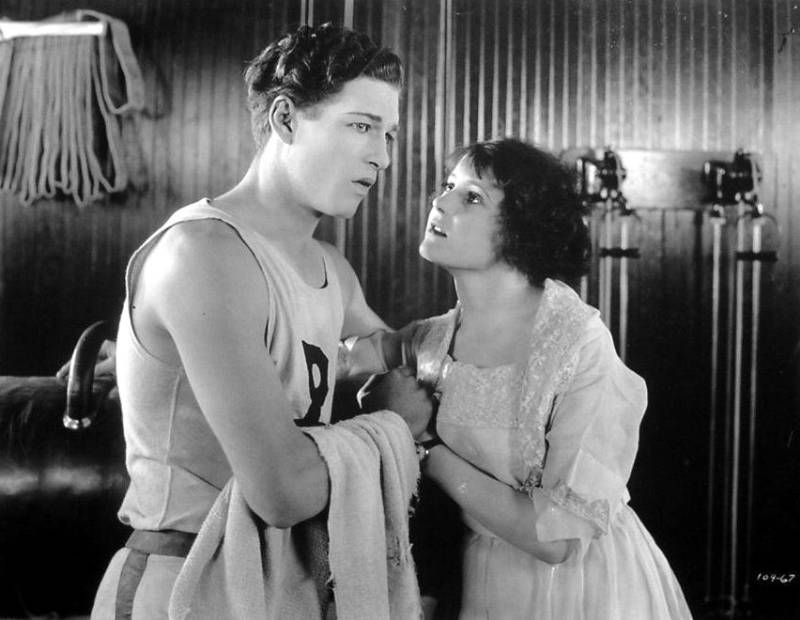
It's a Great Life (1920) : Cullen Landis et Clara Horton

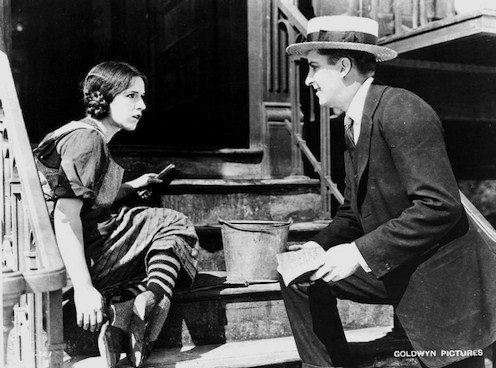
Hungry Hearts (1922) : Helen Ferguson et Bryant Washburn

E. Mason Hopper, né le 6 décembre 1885 à Enosburgh (Vermont), mort le 3 janvier 1967 à Los Angeles — Quartier de Woodland Hills (Californie), est un réalisateur américain (du cinéma muet surtout), occasionnellement scénariste et acteur.

## Biographie
E. Mason Hopper est le réalisateur de soixante-seize films américains entre 1911 et 1935, majoritairement muets (notamment des courts métrages, surtout en début de carrière, dont trois également comme scénariste). À noter que dix d'entre eux, en 1917-1918, sont produits par Triangle Pictures.
Deux de ses réalisations les mieux connues sont Le Père Goriot (1926, avec Lionel Barrymore et Mary Brian), adaptation muette du roman éponyme d'Honoré de Balzac, et Désirs (Their Own Desire) (1929, film parlant avec Norma Shearer et Robert Montgomery).
Parmi les acteurs et actrices ayant tourné sous sa direction (outre ceux pré-cités), mentionnons Gloria Swanson (Wife or Country en 1918), Richard Dix (ex. : Dangerous Curve Ahead en 1921), Helen Ferguson (Le Crime de Mme Lévy (Hungry Hearts) en 1922), Marion Davies (Janice Meredith en 1924), Bebe Daniels (The Crowded Hour en 1925), Marie Prevost (ex. : Getting Gertie's Garter en 1927), Franklin Pangborn (ex. : A Blonde for a Night en 1928), Roland Young (Wise Girls en 1929), Gilbert Roland (No Living Witness en 1932), ou encore C. Aubrey Smith (Curtain at Eight en 1933), entre autres.
Après son retrait de la réalisation en 1935, on le retrouve toutefois comme assistant-réalisateur (non crédité) de deux films en 1936 et 1938, et enfin comme acteur (petits rôles non crédités), dans deux films de 1943, puis deux autres de 1950 (le dernier étant Boulevard du crépuscule de Billy Wilder, où il interprète un docteur).

## Filmographie complète
Comme réalisateur, sauf mention contraire ou complémentaire
- 1911 : Mustang Pete's Love Affair (court métrage)
- 1911 : Mr. Wise, Investigator (court métrage ; + scénariste)
- 1912 : A Western Kimona (court métrage, coréalisé par Gilbert M. Anderson)
- 1912 : The Love Test (court métrage, coréalisé par Herbert Brenon)
- 1913 : Alkaki Ike in Jayville (court métrage)
- 1913 : The Capture (court métrage)
- 1914 : The Attic Above (court métrage ; + scénariste)
- 1914 : Actor Finney's Finish (court métrage)
- 1914 : Love and Soda (court métrage ; + scénariste)
- 1915 : The Labyrinth
- 1916 : The Birth of Character
- 1916 : Tangled Skeins (court métrage)
- 1916 : The Selfish Woman
- 1916 : Gloriana (+ histoire originale)
- 1916 : The Right Direction
- 1917 : The Wax Model
- 1917 : The Prison without Walls
- 1917 : The Spirit of Romance
- 1917 : As Men Love
- 1917 : The Hidden Spring
- 1917 : The Tar Heel Warrior
- 1917 : The Firefly of Tough Luck
- 1917 : The Renegates
- 1918 : Without Honor
- 1918 : Her American Husband
- 1918 : The Answer
- 1918 : The Love Brokers
- 1918 : Boston Blackie's Little Pal
- 1918 : Mystic Faces
- 1918 : Unexpected Places
- 1918 : Love's Pay Day
- 1918 : Wife or Country
- 1919 : Come again Smith
- 1919 : As the Sun went Down
- 1920 : Edgar and the Teacher's Pet (court métrage)
- 1920 : The Adventures and Emotions of Edgar Pomeroy (court métrage, coréalisé par Paul Bern et Mason N. Litson)
- 1920 : Edgar's Hamlet (court métrage)
- 1920 : It's a Great Life
- 1920 : Edgar camps Out (court métrage)
- 1920 : Edgar's Little Saw (court métrage)
- 1921 : Hold Your Horses
- 1921 : All's Fair in Love
- 1921 : Tournant dangereux (Dangerous Curve Ahead)
- 1921 : Le Bonheur pour un dollar (From the Ground Up)
- 1922 : The Glorious Fool
- 1922 : Apprivoisons nos femmes (Brothers under the Skin)
- 1922 : Le Crime de Mme Lévy (Hungry Hearts)
- 1923 : P'tit Père (Daddy)
- 1923 : Snobinette (The Love Piker)
- 1924 : La Voie lumineuse (The Great White Way)
- 1924 : Janice Meredith
- 1925 : The Crowded Hour
- 1926 : Le Père Goriot (Paris at Midnight)
- 1926 : Dans la chambre de Mabel (Up in Mabel's Room)
- 1926 : Almost a Lady
- 1927 : Pour la jarretière de Gertrude (Getting Gertie's Garter)
- 1927 : La Fiancée de minuit (The Night Bride)
- 1927 : L'École du mariage (The Wise Wife)
- 1927 : My Friend from India
- 1928 : A Blonde for a Night (coréalisé par F. McGrew Willis)
- 1928 : The Rush Hour
- 1929 : L'Homme à l'œillet (The Carnation Kid) (coréalisé par Leslie Pearce)
- 1929 : Pour son fils (Square Shoulders)
- 1929 : Wise Girls
- 1929 : Désirs (Their Own Desire)
- 1930 : Temptation
- 1932 : Shop Angel
- 1932 : Alias Mary Smith
- 1932 : Midnight Morals (en)
- 1932 : No Living Witness (en) de E. Mason Hopper
- 1932 : Her Mad Night
- 1932 : Sister to Judas
- 1933 : Malay Nights
- 1933 : One Year Later
- 1933 : Curtain at Eight
- 1935 : Hong Kong Nights
- 1936 : Le Roman de Marguerite Gautier (Camille) de George Cukor (assistant-réalisateur ; direction d'une séquence)
- 1938 : Of Human Hearts de Clarence Brown (assistant-réalisateur)
- 1943 : L'Amour travesti (Slighty Dangerous) de Wesley Ruggles (acteur)
- 1943 : The Man from Down Under de Robert Z. Leonard (acteur)
- 1950 : Jour de chance (Riding High) de Frank Capra (acteur)
- 1950 : Boulevard du crépuscule (Sunset Boulevard) de Billy Wilder (acteur)